# Morelos Open 2024
Il Morelos Open 2024 è stato un torneo maschile di tennis professionistico. È stata la 10ª edizione del torneo, facente parte della categoria Challenger 75 nell'ambito dell'ATP Challenger Tour 2024, con un montepremi di 82 000 $. Si è giocato dall'8 al 14 aprile 2024 sui campi in cemento del Racquet Club Cuernavaca di Cuernavaca, in Messico.

## Partecipanti

### Teste di serie
| Nazionalità | Giocatore                  | Ranking* | Testa di serie |
| ----------- | -------------------------- | -------- | -------------- |
| Australia   | Rinky Hijikata             | 80       | 1              |
| Argentina   | Thiago Agustín Tirante     | 108      | 2              |
| Stati Uniti | Zachary Svajda             | 128      | 3              |
| Australia   | Adam Walton                | 138      | 4              |
| Francia     | Giovanni Mpetshi Perricard | 161      | 5              |
| Stati Uniti | Maxime Cressy              | 191      | 6              |
| Paesi Bassi | Gijs Brouwer               | 199      | 7              |
| Kazakistan  | Beibit Zhukayev            | 201      | 8              |

* Ranking al 1º aprile 2024.

### Altri partecipanti
I seguenti giocatori hanno ricevuto una wild card per il tabellone principale:
- Ernesto Escobedo
- Rodrigo Pacheco Méndez
- Vasek Pospisil

I seguenti giocatori sono entrati in tabellone come alternate:
- Nick Chappell
- Christian Langmo

I seguenti giocatori sono passati dalle qualificazioni:
- Nicolás Mejía
- Facundo Mena
- Alafia Ayeni
- Kiranpal Pannu
- Alex Hernández
- Keegan Smith

## Punti e montepremi
| Torneo    | Torneo              | V     | F     | SF    | QF    | 2T    | 1T  | Q | Q2  | Q1  |
| Singolare | Punti               | 75    | 44    | 22    | 12    | 6     | 0   | 4 | 2   | 0   |
| Singolare | Premi in denaro ($) | 9 880 | 5 820 | 3 450 | 2 000 | 1 165 | 720 | – | 360 | 185 |
| Doppio    | Punti               | 75    | 44    | 22    | 12    | –     | 0   | – | –   | –   |
| Doppio    | Premi in denaro ($) | 4 250 | 2 450 | 1 480 | 880   | –     | 500 | – | –   | –   |

## Campioni

### Singolare
Giovanni Mpetshi Perricard ha sconfitto in finale  Nicolás Mejía con il punteggio di 7–5, 7–5.

### Doppio
Arjun Kadhe /  Jeevan Nedunchezhiyan hanno sconfitto in finale  Piotr Matuszewski /  Matthew Romios con il punteggio di 7–6(5), 6–4.